# Robert Flechsig
Robert Ferdinand Flechsig (* 8. Januar 1817 in Oelsnitz/Erzgeb.; † 30. September 1892 in Bad Elster) war ein Brunnenarzt, Balneologe und Autor medizinischer Schriften.

## Leben und Wirken
Flechsig war Sohn des Wundarztes Gottlob Flechsig aus Oelsnitz im Erzgebirge. Nach den ersten Schuljahren besuchte er von 1830 bis 1836 das Gymnasium in Zwickau. Anschließend studierte er von 1836 bis 1839 Medizin, Chirurgie und Geburtshilfe an der Universität in Würzburg. Ab 1847 war Flechsig als erster Bade- und Brunnenarzt im Königlich-Sächsischen Staatsbad Bad Elster tätig. Unter seiner Leitung wurde im Eröffnungsjahr 1847 die erste offizielle Badesaison in Bad Elster mit 129 Kurgästen, die 2499 Heilwasserbäder und 325 Moorbäder erhielten, durchgeführt. Die Funktion als Kurarzt begleitete er bis zu seinem Tod im Jahr 1892. Neben seiner praktischen Tätigkeit als Arzt widmete er sich umfangreicher wissenschaftlicher Arbeit für die Entwicklung der Balneologie. Mit seinen umfangreichen Veröffentlichungen hat er Ärzten und Patienten gleichermaßen das umfangreiche Fachgebiet erschlossen. Für seine Tätigkeit wurde er u. a. mit den Titeln Hofrat (1860) und Geheimer Hofrat (1875) geehrt. Zum Gedenken an sein Wirken wurde 1992 in Bad Elster vor seinem ehemaligen Wohnhaus ein Gedenkstein aufgestellt. In seiner Geburtsstadt Oelsnitz im Erzgebirge erinnert ein Straßenname Flechsigweg an den Arzt Flechsig. Anlässlich seines 200. Geburtstages fand im Januar 2017 eine Gedenkmatinee in Bad Elster statt.

## Veröffentlichungen
- Bäder – Lexikon. Darstellung aller bekannten Bäder, Heilquellen, Wasserheilanstalten und klimatischen Kurorte Europas und des nördlichen Afrikas in medizinischer, topographischer, ökonomischer und finanzieller Beziehung. Für Ärzte und Kurbedürftige.
  - 1. Aufl. Leipzig: J.J. Weber 1883 archive.org (Ex. Royal College of Physicians in Edinburgh), archive.org (ex. Lane Medical Library)
  - 2. völlig umgearb. u. verm. Aufl. Leipzig: J.J. Weber 1889 Stadtbibl. Karlovy Vary; Digitale Bibliothek Elbing = archive.org
- Die Mineralquellen zu Elster im Königreiche Sachsen in ihrer Wirkung u. Anwendung als innerliches Heilmittel dargestellt von Robert Flechsig Leipzig: Vogel (in Comm.) 1857 BSB München
- Bad Elster im königl. Sächsischen Voigtlande. Auf Anordnung des Königl. Ministerium des Innern dargestellt. Dresden 1864 BSB München
- Bad Elster – Darstellung alles Wissenswerten für Ärzte und Laien. Leipzig, Verlag Weber. 2. Auflage. 1875 archive.org (Oxford University). 2. Auflage. 1875 archive.org (Oxford University)
- Handbuch der Balneotherapie für practische Ärzte. Berlin, Verlag August Hirschwald
  - 1. Auflage. 1888, hdl:2027/mdp.39015076757635 = archive.org
  - 2. Auflage. 1892, hdl:2027/hvd.hc4zg5 Harvard =  archive.org; archive.org (Royal College of Physicians Edinburgh)
- Berichte über die neuesten Leistungen im Gebiete der Balneologie. 40 Folgen von 1855 bis 1892 in: Schmidt’s Jahrbüchern der in- und ausländischen gesammten Medicin. (Digitalisat des IV. Berichts.)
- Die Frauenkrankheiten. Ihre Erkennung und Heilung. 2. Auflage. J.J. Weber, Leipzig 1878, archive.org